# Día Mundial del Médico de Familia
El Día Mundial del Médico de Familia es una jornada que se celebra el 19 de mayo desde el 2011, establecida en el 2010 por la World Organization of National Colleges, Academies and Academic Associations of General Practitioners/Family Physicians (WONCA, por sus siglas en inglés).

## Proclamación
En la reunión del Consejo Mundial de WONCA en Cancún, México, en mayo de 2010, se aprobó unánimemente la creación del Día Mundial del Médico de Familia. El profesor Richard Roberts, presidente de la organización en aquel momento, anunció oficialmente este día en la sesión inaugural de su Conferencia Mundial. Reconocida por la Organización Mundial de la Salud, WONCA estableció este día este día para reconocer y celebrar el papel crucial de los médicos de familia en los sistemas de salud a nivel global.

## Celebración
Se anunció en 2010 la decisión de celebrar este día el 19 de mayo. Su primera celebración fue en el 2011, desde entonces, el día ha sido adoptado ampliamente en diversos países, proporcionando una oportunidad para resaltar la importancia de los médicos de familia y promover la medicina general a pacientes, comunidades y gobiernos. La efeméride no solo busca celebrar la profesión, sino también aumentar la moral de estos profesionales y destacar temas relevantes relacionados con su labor en la atención primaria y la salud comunitaria.

## Temas
- 2011: First World Family Doctor Day (Primer Día Mundial del Médico de Familia)[1]
- 2012: Healthy living - the role of family doctor (Vida saludable - el papel del médico de familia)[3]
- 2013: Urban and Rural Health care Access: the role of primary care doctors (Acceso a la atención sanitaria urbana y rural: el papel de los médicos de atención primaria)[4]
- 2014: Nurturing Tomorrow's Family Doctors (Fomentando a los médicos de familia del mañana)[5]
- 2015: Día Mundial del Médico de Familia 2015[6]
- 2016: Smoking cessation (Cesación del tabaquismo)[7]
- 2017: Depression: an evidence based first consultation (Depresión: una primera consulta basada en evidencia)[8]
- 2018: Family doctors: leading the way to better health (Médicos de familia: liderando el camino hacia una mejor salud)[9]
- 2019: From cradle to grave (Desde la cuna hasta la tumba)[10]
- 2020: Family doctors on the front line (Médicos de familia en la primera línea)[11]
- 2021: Building the Future with Family Doctors! (¡Construyendo el futuro con médicos de familia!)[12]
- 2022: A World in Turmoil: Opportunities to Focus on the Public’s Health (Un mundo en agitación: Oportunidades para centrarse en la salud pública)[13]
- 2023: Family doctors: The Heart of Healthcare (Médicos de familia: el corazón de la atención sanitaria)[14]
- 2024: Healthy Planet, Healthy People (Planeta saludable, personas saludables)[15]